# Faisceau de Bachmann
Dans le système de conduction cardiaque, le faisceau de Bachmann est une branche du tractus internodal antérieur qui réside sur la paroi interne de l'oreillette gauche. Il s'agit d'une large bande de muscle cardiaque qui passe de l'oreillette droite, entre la veine cave supérieure et l'aorte ascendante. Le faisceau de Bachmann est, lors du rythme sinusal normal, la voie préférentielle d'activation électrique de l'oreillette gauche. On le considère donc comme faisant partie du « système de conduction auriculaire » du cœur.

## Histoire
En 1916, Jean George Bachmann mène des expériences sur des chiens. Il a découvert que le serrage du faisceau de fibres musculaires qui relie les oreillettes provoquait un retard de conduction important.

## Structure
Le faisceau de Bachmann reçoit son apport sanguin de l'artère nodale sino-auriculaire (droite, gauche ou les deux).
Outre le faisceau de Bachmann, les trois autres voies de conduction qui constituent le système de conduction auriculaire sont connues sous le nom de voies antérieure, moyenne et postérieure, qui vont du nœud sino-auriculaire au nœud auriculo-ventriculaire, convergeant dans la région proche du sinus coronaire. Les foyers d’automatisme auriculaire se situent dans le système de conduction auriculaire. La concentration de voies de conduction convergentes à proximité du sinus coronaire entraîne une activité automatique considérable provenant de cette zone.

## Fonction
Le rythme cardiaque normal prend naissance dans le nœud sino-auriculaire, situé dans l'oreillette droite près de la veine cave supérieure. De là, l’activation électrique se propage dans toute l’oreillette droite. Il existe au moins quatre endroits où l’activation peut passer à l’oreillette gauche. Outre le faisceau de Bachmann, il s'agit du septum interauriculaire antérieur, du septum interauriculaire postérieur et du sinus coronaire. Parce qu'il naît à proximité du nœud sino-auriculaire et qu'il est constitué de longues fibres parallèles, le faisceau de Bachmann est, lors du rythme sinusal, la première de ces connexions à activer l'oreillette gauche.